# Les Douaniers des langues
 (février 2017).
Les Douaniers des langues est une monographie des professeurs de traduction à la retraite Jean Delisle (Université d'Ottawa) et Alain Otis (Université de Moncton) publié en 2016, aux Presses de l'Université Laval.

## Contenu
Dans cet ouvrage, les auteurs décrivent le parcours du monde de la traduction à Ottawa sur cent ans à partir de la Confédération canadienne (1867). 
Le livre s'ouvre sur le débat qui s'est posé dès la Confédération au sujet de la traduction du mot anglais Dominion (en parlant du Canada), que George-Étienne Cartier tenait à faire traduire par « Puissance », mot que la plupart des traducteurs jugeaient inexact.
Dans la première moitié de la période étudiée, la traduction est une activité encore plutôt embryonnaire dans le nouveau Canada, et les traducteurs sont souvent des journalistes Canadiens français exilés du Québec en raison de l'anathème jeté sur eux par une société ultramontaine et conservatrice. C'est aussi un monde où les fonctionnaires sont couramment nommés par favoritisme.
Les choses commencent à changer avec le fondation du Bureau des traductions en 1934, geste politique et administratif qui donne lieu à un tollé dans le monde francophone, où l'on estime que le fait de regrouper les traducteurs en un seul bureau nie l'importance des spécialisations. (Cette importance sera cependant reconnue dans l'organisation du nouveau Bureau.)
L'ouvrage est émaillé de biographies et mini-biographies de dizaines de traducteurs couvrant la période étudiée. En filigrane, on y constate à quel point la traduction est au cœur de la nation canadienne et des inéquités, corrigées ou non, entre les deux peuples fondateurs. Ainsi, avec l'avènement de l'interprétation simultanée à la Chambre des communes à la fin des années 1950, le nombre d'interventions en français est subitement multiplié par cinq. Précédemment, les députés francophones soient devaient s'exprimer dans un anglais peu éloquent, soit se taisaient. 
L'ouvrage se conclut sur les talents « connexes » des traducteurs d'Ottawa, beaucoup d'entre eux ayant également été auteurs, musiciens ou sportifs.

## Extraits
- (Sur la fondation du Bureau des traductions) « Selon Oscar Paradis (Division des lois), la centralisation “désorganiserait” son service, car les traducteurs communiquent cinquante fois par jour avec les rédacteurs législatifs. Ils sont également tenus au secret; il leur est même interdit de dire quels bills ils ont sur le métier. Hector Carbonneau (Traduction générale) demande, quant à lui, que l'on conserve l'intégralité de son service et, pour en préserver la vocation strictement parlementaire, que l'on cesse d'y faire traduire les rapports annuels des ministères. » (chap. 9, « Un projet de loi impopulaire », p. 202)
- (Sur l'instauration d'un système d'interprétation simultanée à la Chambre des communes) « Durant la discussion, un ministre fait part de ses appréhensions à ses collègues : “Ce système risque de donner un caractère artificiel aux débats de la Chambre et d'en changer l'ambiance. On a rendu les Communes méconnaissables, ces dernières années, et l'utilisation de l'équipement de traduction simultanée aura pour effet de détruire l'institution nationale la plus prisée du pays.” On lui rétorque que les cabines seront très discrètes, que les députés de langue française hésiteront moins à prendre la parole et que, si les conservateurs ne donnent pas suite à cette mesure, ils risque de perdre beaucoup de sièges aux prochaines élections. » (chap. 16, « De dictateurs à interprètes parlementaires », pp. 327-328)
- (Sur l'instauration d'un système d'interprétation simultanée à la Chambre des communes) « Chaque pupitre de la Chambre basse est muni d'un écouteur et de deux boutons : l'un sert à sélectionner la langue, l'autre à régler le volume. Les députés se félicitent de leur nouveau “système”, même s'il leur faut s'habituer à mettre leur écouteur au bon moment, à le brancher convenablement et à régler l'intensité du volume. “Un nouveau bruit s'est ajouté à tous ceux qu'on entend aux Communes, celui des commutateurs que manipulent les députés qui font usage du système d'interprétation simultanée” (Globe and Mail, 16 janvier 1959, p.1). Les députés appellent familièrement leur écouteur “mon traducteur” certains aimeraient bien l'emporter avec eux à la fin de la journée. » (chap. 16, « De dictateurs à interprètes parlementaires », pp. 336-337)